# Aguibou Camara
Aguibou Camara (ur. 20 maja 2001) – gwinejski piłkarz występujący na pozycji pomocnika w greckim klubie Olympiakos oraz w reprezentacji Gwinei.

## Kariera klubowa

### Lille OSC
29 marca 2019 roku podpisał pięcioletni kontrakt z klubem Lille OSC. W drużynie rezerw zadebiutował 7 września 2019 w meczu Championnat National 2 przeciwko US Lusitanos Saint-Maur (2:1), w którym zdobył swoją pierwszą bramkę. W pierwszej drużynie zadebiutował 10 lutego 2021 roku w meczu Pucharu Francji przeciwko Dijon FCO (0:1), w którym zdobył swoją jedyną bramkę dla pierwszego zespołu.

### Olympiakos
13 lipca 2021 roku przeszedł do klubu Olympiakos, z którym podpisał czteroletni kontrakt. Zadebiutował 21 lipca 2021 w meczu kwalifikacji do Ligi Mistrzów UEFA przeciwko Neftçi PFK (1:0). Pierwszą bramkę zdobył 3 sierpnia 2021 w meczu kwalifikacji do Ligi Mistrzów UEFA przeciwko Łudogorcowi Razgard (1:1). 16 września 2021 zadebiutował w fazie grupowej Ligi Europy UEFA w meczu przeciwko Royal Antwerp (2:1). W Superleague Ellada zadebiutował 19 września 2021 w meczu przeciwko PAS Lamia 1964 (1:2). Pierwszą bramkę w lidze zdobył 26 września 2021 w meczu przeciwko Asteras Tripolis (0:2).

## Kariera reprezentacyjna

### Gwinea
W 2019 roku otrzymał powołanie do reprezentacji Gwinei. Zadebiutował 12 października 2019 w meczu towarzyskim przeciwko reprezentacji Komorów (0:1). Pierwszą bramkę zdobył 11 czerwca 2021 w meczu towarzyskim przeciwko reprezentacji Nigru (2:1). 22 grudnia 2021 otrzymał powołanie na Puchar Narodów Afryki 2021.

## Statystyki

### Klubowe
(aktualne na dzień 20 lutego 2022)
| Klub               | Sezon              | Liga                   | Liga  | Liga   | Puchar kraju | Puchar kraju | Europa | Europa | Suma  | Suma   |
| Klub               | Sezon              | Liga                   | Mecze | Bramki | Mecze        | Bramki       | Mecze  | Bramki | Mecze | Bramki |
| ------------------ | ------------------ | ---------------------- | ----- | ------ | ------------ | ------------ | ------ | ------ | ----- | ------ |
| Lille OSC II       | 2019/20            | Championnat National 2 | 17    | 1      | 0            | 0            | –      | –      | 17    | 1      |
| Lille OSC II       | Ogólnie            | Ogólnie                | 17    | 1      | 0            | 0            | 0      | 0      | 17    | 1      |
| Lille OSC          | 2020/21            | Ligue 1                | 0     | 0      | 1            | 1            | 0      | 0      | 1     | 1      |
| Lille OSC          | Ogólnie            | Ogólnie                | 0     | 0      | 1            | 1            | 0      | 0      | 1     | 1      |
| Olympiakos         | 2021/22            | Superleague Ellada     | 18    | 5      | 1            | 0            | 11     | 1      | 30    | 6      |
| Olympiakos         | Ogólnie            | Ogólnie                | 18    | 5      | 1            | 0            | 11     | 1      | 30    | 6      |
| Ogólnie w karierze | Ogólnie w karierze | Ogólnie w karierze     | 35    | 6      | 2            | 1            | 11     | 1      | 48    | 8      |

### Reprezentacyjne
(aktualne na dzień 20 lutego 2022)
| Reprezentacja | Rok     | Mecze | Bramki |
| ------------- | ------- | ----- | ------ |
| Gwinea        |         |       |        |
| 2019          | 1       | 0     |        |
| 2020          | 0       | 0     |        |
| 2021          | 8       | 1     |        |
| 2022          | 4       | 0     |        |
| Ogólnie       | Ogólnie | 13    | 1      |

| Mecze i gole w reprezentacji | Mecze i gole w reprezentacji | Mecze i gole w reprezentacji | Mecze i gole w reprezentacji | Mecze i gole w reprezentacji | Mecze i gole w reprezentacji | Mecze i gole w reprezentacji | Mecze i gole w reprezentacji |
| Lp.                          | Data                         | Miejsce                      | Gospodarz                    | Gość                         | Wynik                        | Gol                          | Rozgrywki                    |
| ---------------------------- | ---------------------------- | ---------------------------- | ---------------------------- | ---------------------------- | ---------------------------- | ---------------------------- | ---------------------------- |
| 1.                           | 12.10.2019                   | Konakry                      | Komory                       | Gwinea                       | 1:0                          |                              | Mecz towarzyski              |
| 2.                           | 31.05.2021                   | Antalya                      | Turcja                       | Gwinea                       | 0:0                          |                              | Mecz towarzyski              |
| 3.                           | 05.06.2021                   | Manavgat                     | Togo                         | Gwinea                       | 2:0                          |                              | Mecz towarzyski              |
| 4.                           | 11.06.2021                   | Manavgat                     | Gwinea                       | Niger                        | 2:1                          | Gol                          | Mecz towarzyski              |
| 5.                           | 06.10.2021                   | Marrakesz                    | Sudan                        | Gwinea                       | 1:1                          |                              | el. MŚ 2022                  |
| 6.                           | 09.10.2021                   | Agadir                       | Gwinea                       | Sudan                        | 2:2                          |                              | el. MŚ 2022                  |
| 7.                           | 12.10.2021                   | Rabat                        | Gwinea                       | Maroko                       | 1:4                          |                              | el. MŚ 2022                  |
| 8.                           | 12.11.2021                   | Konakry                      | Gwinea                       | Gwinea Bissau                | 0:0                          |                              | el. MŚ 2022                  |
| 9.                           | 16.11.2021                   | Rabat                        | Maroko                       | Gwinea                       | 3:0                          |                              | el. MŚ 2022                  |
| 10.                          | 03.01.2022                   | Kigali                       | Rwanda                       | Gwinea                       | 3:0                          |                              | Mecz towarzyski              |
| 11.                          | 06.01.2022                   | Kigali                       | Rwanda                       | Gwinea                       | 0:2                          |                              | Mecz towarzyski              |
| 12.                          | 10.01.2022                   | Bafoussam                    | Gwinea                       | Malawi                       | 1:0                          |                              | Puchar Narodów Afryki 2021   |
| 13.                          | 24.01.2022                   | Bafoussam                    | Gwinea                       | Gambia                       | 0:1                          |                              | Puchar Narodów Afryki 2021   |

## Sukcesy

### Wyróżnienia
- Drużyna Roku U-20 CAF według IFFHS (1×): 2021[14]